# Krokus Jazz Festiwal
Krokus Jazz Festival – międzynarodowy festiwal jazzowy organizowany corocznie w Jeleniej Górze przez Jeleniogórskie Centrum Kultury we współpracy z ośrodkami kultury z Niemiec i Czech.

## Opis
Pomysłodawcą i wieloletnim współorganizatorem festiwalu był Tadeusz „Erroll” Kosiński, pianista, legenda polskiego jazzu, a także jeden z założycieli  Stowarzyszenia Muzycznego Śląski Jazz Club w Gliwicach (1956r.) Po Jego śmierci w sierpniu 2012 r. festiwal przyjął imię swojego założyciela (od edycji 2013).  Tradycyjnie festiwalowi towarzyszy konkurs "Powiew Młodego Jazzu"  o statuetkę Złotego Krokusa dla młodych zespołów przyjeżdżających licznie z całej Europy. Na tym konkursie swoje pierwsze nagrody odbierali m.in. Adam Bałdych, Maciej Obara, Piotr Orzechowski, Bartosz Dworak, Patrycjusz Gruszecki  i wielu innych utalentowanych młodych muzyków (patrz tabela poniżej), którzy rozpoczynają swoją karierę muzyczną. Prezentacji konkursowych można posłuchać na płytach wydawanych przez organizatorów co roku od 2006r. W Jeleniogórskim Centrum Kultury oraz w partnerskich miastach kolejnych edycji festiwalu  odbywają się  Koncerty Gwiazd, Koncerty Laureatów konkursu, warsztaty jazzowe dla młodzieży, wystawy fotografii i przeglądy filmów poświęcone muzyce jazzowej,  Jam Sessions oraz "Honky-Tonk" z udziałem takich osobistości jazzowych jak: Tomasz Stańko, Michał Urbaniak, Henryk Miśkiewicz, Robert Kubiszyn, Marek Napiórkowski, Andrzej Jagodziński, Jarosław Śmietana, Urszula Dudziak, Aga Zaryan, Zbigniew Namysłowski, Marcin Wasilewski, Leszek Możdżer, Krzysztof Ścierański, Walk Away, Hanna Banaszak, Brian Melvin, Hiram Bullock,  Randy Brecker, Antoine Roney, Gary Guthman, Adam Bałdych, Lars Danielsson, Buster Williams, Eric Reed, Joey Baron, Atom String Quartet, Grzech Piotrowski, Grupa Slixs, Włodek Pawlik, Saskia Laroo, Warren Byrd, Sherman Irby, James Hurt, Jorgos Skolias i Bracia Oleś, Tomasz Mucha, Monika Borzym, Jeremy Pelt, Helge Lion Trio, Charlie Green i Krzysztof Puma Piasecki, Artur Dutkiewicz, E.J.Strickland, Anthony Strong, Maciej Obara Quartet, Ambrose Akinmusire Quartet,  Patrycjusz Gruszecki,  projekt QuYa Vy, James Carter, Wojciech Mazolewski, Tomasz Chyła.

## Jury Konkursów
Festiwal z pewnością może pochwalić się różnorodnością gwiazd zasiadających w konkursowym Jury, byli to np. Janusz Muniak, Zbigniew Wegehaupt, Andrzej Schmidt, Zbigniew Namysłowski, Piotr Baron, Janusz Kozłowski, Jacek Niedziela, Krzysztof Sadowski, Henryk Majewski, Kazimierz Jonkisz, Wojciech Staroniewicz, Piotr Rodowicz, Wojciech Karolak, Zbigniew Czwojda, Pascal von Wróblewsky, Krystian Brodacki, Leszek Żądło, Mariusz Bogdanowicz, Jiri Stivin,  Jaromir Honzak, Krzesimir Dębski, Andrzej Dąbrowski,Janusz Bogdanowicz, Leszek Kułakowski ,Günter „Baby” Sommer Vitold Rek   i wreszcie pomysłodawca konkursu Tadeusz Erroll Kosiński (pianista).

## Laureaci Konkursu o Statuetkę Złotego Krokusa
| Lp  | Rok  | I miejsce | II miejsce | III miejsce | Nagroda Indywidualna |
| --- | ---- | --- | --- | --- | --- |
| 1   | 2001 | "Epsylon" Katowice | Paweł Kaczmarczyk trio | Szymon Mahokin Quintet | Agnieszka Iwańska – wokal jazz Monika Wiśniowska – wokal pop Tomasz Próchnicki - instrumentalista jazzowy Szymon Makohin – wokalista jazzowy |
| 2   | 2002 | Marcin Janiszewski Quartet | O.K.E.J | Sax Brothers | Patrycja Olton, Karolina Kidoń |
| 3   | 2004 | Not 4 Sale | RGG Trio | Szeptem | Oktawia Kawęcka, Connie Wolf |
| 4   | 2005 | Elektryfikator | Soundcheck | Maciej Obara Trio | Adam Bałdych, Connie Wolf |
| 5   | 2006 | Patrycjusz Gruszecki Quintet | The Conception | Kattorna | Maciej Obara, Jakub Cichocki, Krzysztof Szmańda, Daniel Popiałkiewicz, Connie Wolf |
| 6   | 2007 | Mainstreet Quartet | Bartek Pieszka Quartet | Aldimenz | Piotr Orzechowski, Nikola Kołodziejczyk, Bartek Pieszka |
| 7   | 2008 | Wierba & Schmidt Quintet | – | – | |
| 8   | 2009 | Inner Spaces | Trio MATAR | Lena Romul Quintet | Tomasz Licak, Michał Kapczuk, Štĕpánka Balcarová |
| 9   | 2010 | Iwona Kmiecik Quartet | Trio AXIOM | – | Henryk Gradus, Łukasz Jan Jóźwiak, Grzegorz Masłowski, Przemysław Florczak, Maciej Kądziela, Thomas Hartman |
| 10  | 2011 | High Definition | Interplay Jazz Duo, Makumi Bashika Trio | Mit 4 Spiel 5 | Grzegorz Bieżanek, Bettina Maier, Karolina Lipska, Tomasz Adamczak, Jarosław Bothur, Jarosław Bothur, Krzysztof Paul |
| 11  | 2012 | Michał Kapczuk Trio | Tomasz Jędrzejewski Quartet | SCROOTCH | Dominik Gawroński, Jakub Chojnacki, Maciej Wojcieszuk, Clemens Poetzsch, Bartłomiej Chojnacki, Florian Lauer |
| 12  | 2013 | PE-GA-PO-FO | Lichtański Sound Lab | MDM Trio | Jakub Dworak, Przemysław Walczak, Laura Wasniewski, Dawid Fortuna, Wojciech Lichtański, Szymon Madej |
| 13  | 2014 | Kamil Piotrowicz Quintet | Ostrich Quartet | Weezdob Collective | Agnieszka Derlak, Grzegorz Masłowski, Tomasz Wendt, Bartosz Dworak, Michał Wierzgoń, Damian Kostka |
| 14  | 2015 | GLOBAL SCHWUNG QUINTET Dawid Kostka – gitara SewerynGraniasty – saksofon Adam Bieranowski – fortepian Damian Kostka –kontrabas Maciej Burzyński – perkusja                                                                | KĄDZIELA / ZAGÓRSKI TRIO | TARAS BAKOVSKYI QUARTET ex aequo OSTRICH QUARTET | Zdenek Tomanek – saksofon tenorowy (z zespołu EMPYREAN SEXTET), Jakub Mizeracki – gitara (z zespołu SKICKI – SKIUK), Tomek Sołtys – fortepian (z zespołu TOMEK SOŁTYS TRIO), Piotr Chęcki – saksofon tenorowy (z zespołu CHĘCKI / ZIENKOWSKI QUARTET), Jakub Łępa – saksofon altowy |
| 15  | 2016 | Piotr Scholz Sextet | Małgorzata Zuber Quartet | Sound Of Affection | Paulina Atmańska, Dariusz Rubinowski, Stepan Flagar |
| 17  | 2017 | Vibe Quartet | Michał Kaczmarczyk Trio Kuba Lechki Quintet | Łukasz Kokoszko Collective | Sebastian Skrzypek, Kristina Barta, Łukasz Kokoszko, Monika Muc, Krzysztof Baranowski, Zdenek Tomanek |
| 18  | 2018 | THE CUBAN LATIN JAZZ Roland Grzegorz Abreu Krysztofiak – kontrabas Taras Bakovskyi – saksofon sopranowy,tenorowy Dominik Jaske – perkusja Paweł Kukuła – fortepian                                                        | PECKMAN Anton Mangold – saxophone Leonard Pech – puzon Jan-Felix Rohde – gitara Felix Langemann – piano Shanice Benett – bass Alexander Parzhuber - drums                                                                                          | CHOJNACKI / MIGUŁA CONTEMPLATIONS Jan Chojnacki – trumpet Filip Miguła – piano Bartłomiej Chojnacki – bass Dawid Opaliński – pdrums | Anton Mangold – saxophone Dominik Jaske – drums Michaela Turcerova – saxophone Bartłomiej Chojnacki – bas Kuba Banaszek – piano Monika Malczak – vocal |
| 19. | 2019 | MICHALSKA-JARZMIK QUINTET, w składzie: Patrycja Michalska – wokal Adam Jarzmik – piano Jakub Łępa – saksofon Maciej Kitajewski – kontrabas Stefan Raczkowski – perkusja                                                   | PIOTR SZLEMPO QUINTET w składzie: Adam Bławicki – saksofon tenorowy Jan Kantner – saksofon altowy Bartek Chojnacki – kontrabas Paweł Nienadowski – perkusja Piotr Szlempo – trąbka                                                                 | SKLATION w składzie: Helene Winkler – wiolonczela Henri Reichmann – perkusja Vincent Meißner – fortepian LUT w składzie: Evin Kücükali – wokal Florian Schultz – gitara Adam Gräbner – klawisze, syntezator Karl Kindermann – bas Jakob Hegner – perkusja | JAKUB PAULSKI – gitara JAROSŁAW LICHACZOW – saksofon tenorowy EVIN KÜCÜKALI – wokal Wyróżnienia zespół O.N.E. QUINTET w składzie Monika Muc – saksofon altowy Dominika Rusinowska – skrzypce Paulina Atmańska – fortepian Kamila Drabek – kontrabas Patrycja Wybrańczyk – perkusja zespół DANIEL TAMAYO QUINTET w składzie Daniel Tamayo – gitara Moritz Preisler – fortepian Simon Bräumer – perkusja Conrad Noll – kontrabas Jarosław Lichaczow – saksofon tenorowy |
| 20. | 2020 | CHOJNACKI / MIGUŁA CONTEMPLATIONS, w składzie Jan Chojnacki – trąbka Adam Bławicki – saksofon tenorowy Jan Kantner – saksofon altowy Filip Miguła – fortepian Bartłomiej Chojnacki – kontrabas Dawid Opaliński – perkusja | AGA GRUCZEK TRIO, w składzie Agnieszka Gruczek – fortepian Michał Aftyka – kontrabas Kacper Majewski – perkusja oraz KRZYSZTOF BARANOWSKI TRIO, w składzie Krzysztof Baranowski – kontrabas Mateusz Kaszuba – fortepian Shachar Elnatan – perkusja | nie przyznano | NAGRODY SPECJALNE Franciszek Pospieszalski Trio Vincent Meissner Trio Young Electric Band NAGRODY INDYWIDUALNE Vincent Meissner – fortepian Alan Racz – saksofon Kuba Lechki – perkusja Dominik Gawroński – flugelhorn Patryk Matwiejczuk – fortepian |